# Notre Père
Pour les articles homonymes, voir Pater Noster et Notre Père (homonymie).
Le Notre Père (en latin Pater Noster ; original grec ancien Πάτερ ἡμῶν / Páter hēmôn) est une prière chrétienne à Dieu le Père. Il s'agit de la prière la plus répandue parmi les chrétiens, car, d'après le Nouveau Testament, elle a été enseignée par Jésus lui-même à ses apôtres.
Prononcée par les catholiques et les orthodoxes en particulier durant chaque célébration eucharistique, par les anglicans pendant les offices divins, par les protestants luthériens et réformés à chaque culte, cette prière, appelée parfois « oraison dominicale », est, avec le sacrement du baptême, ce qui unit le plus fermement les différentes traditions chrétiennes. Cela explique qu'elle soit dite lors des assemblées œcuméniques.
Selon le Nouveau Testament, Jésus, en réponse à une question des disciples sur la façon de prier, leur déclare : « Quand vous priez, dites : "Notre Père…" » Le texte se trouve, avec quelques variantes, dans les évangiles selon Matthieu (6:9-13) et selon Luc (11:2-4). En Matthieu, la prière, qui est mentionnée à la suite du Sermon sur la montagne, comprend sept versets ; en Luc, elle n'en compte que cinq.
Le Notre Père se compose de deux parties. Il présente au début des points communs avec le Kaddish juif (prière de sanctification du Nom de Dieu) puis s'en écarte en reprenant des extraits d'autres textes juifs, notamment celui de la Amida (prière de bénédictions).

## Le texte et ses variantes liturgiques

### Catholicisme francophone
En français, le texte de la version actuelle (adoptée par les chrétiens catholiques et protestants depuis le 3 décembre 2017) est le suivant :
Notre Père, qui es aux cieux,
que ton nom soit sanctifié,
que ton règne vienne,
que ta volonté soit faite
sur la terre comme au ciel.
Donne-nous aujourd’hui notre pain de ce jour.
Pardonne-nous nos offenses,
comme nous pardonnons aussi à ceux qui nous ont offensés.
Et ne nous laisse pas entrer en tentation
mais délivre-nous du Mal.
Amen.
Les versions en latin ne concernent que les catholiques. Le texte actuel est le suivant:
Pater noster qui es in cælis :
sanctificétur Nomen Tuum;
advéniat Regnum Tuum;
fiat volúntas Tua, sicut in cælo, et in terra.
Panem nostrum quotidiánum da nobis hódie;
et dimítte nobis débita nostra,
sicut et nos dimíttimus debitóribus nostris;
et ne nos indúcas in tentatiónem;
sed líbera nos a Malo.
La version originale romaine, (le Notre Père d'avant 1966) est la suivante. Elle est encore utilisée par les catholiques traditionalistes :
Notre Père, qui êtes aux cieux,
que votre nom soit sanctifié,
que votre règne arrive,
que votre volonté soit faite sur la terre comme au ciel.
Donnez-nous aujourd'hui notre pain de chaque jour/notre pain quotidien,
Pardonnez-nous nos offenses,
comme nous pardonnons à ceux qui nous ont offensés.
Et ne nous laissez pas succomber à la tentation
mais délivrez-nous du Mal.
Ainsi soit-il.

### Les versions liturgiques

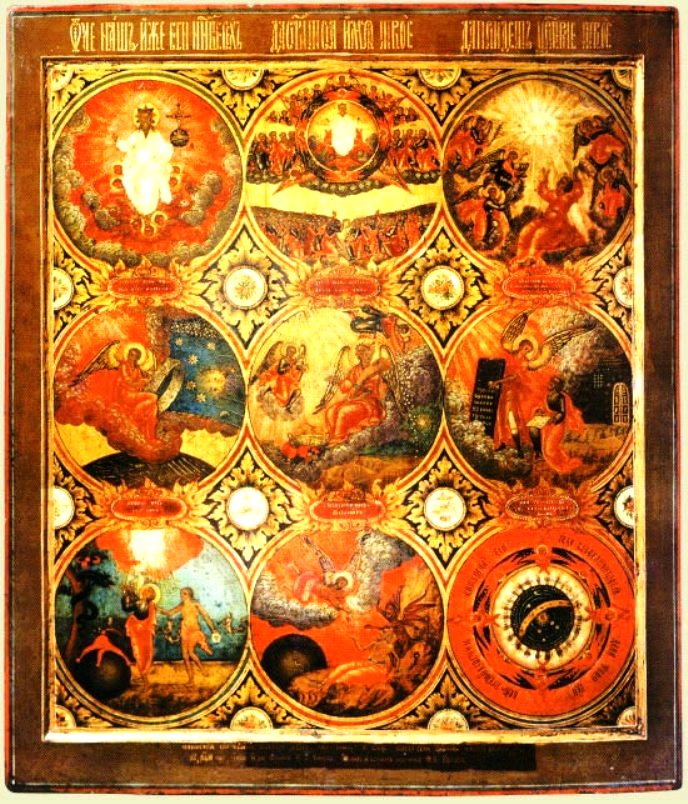
Icône du Notre Père, Russie, début du XIXe siècle.

Le texte de base utilisé par l'ensemble des Églises chrétiennes est Matthieu  6: 9-13.
Jusqu'au concile Vatican II, la liturgie catholique utilise le Notre Père en latin, c'est-à-dire le Pater Noster de la Vulgate. En français, pour la prière en dehors des offices, les catholiques se servent alors d'une version utilisant le vouvoiement (utilisée aujourd'hui par les catholiques traditionalistes), différente de la traduction du chanoine Crampon (1864).
En 1966, à la suite du concile Vatican II, la version française du Missel romain est adoptée  par l'Église catholique et le Conseil œcuménique des Églises pour l'espace francophone. On a fait alors le choix d'utiliser le tutoiement comme c'est depuis longtemps le cas pour les protestants, ainsi que dans d'autres langues telles que l'allemand, l'italien ou l'anglais ainsi que dans la version en latin. Au terme d'un travail œcuménique, l'Association épiscopale liturgique pour les pays francophones publie une nouvelle traduction en français de la Bible liturgique approuvée le 12 juillet 2013 par le Vatican,. Celle-ci introduit une variante du Notre Père par rapport à la version de 1966 : la phrase « Et ne nous soumets pas à la tentation », qui a suscité de nombreux débats théologiques, est remplacée par « Et ne nous laisse pas entrer en tentation »,.
Le 3 décembre 2017, premier dimanche de l'Avent, cette nouvelle version entre en vigueur.
L'Église protestante unie de France, s'appuyant sur les travaux réalisés, recommande cette traduction lors d'un synode national le 8 mai 2016, sans omettre le dernier paragraphe « Car c’est à toi qu’appartiennent le règne, la puissance et la gloire pour les siècles des siècles », tout en respectant l'usage des pratiquants,.

## Les origines

### Les sources juives

#### Les prières juives
Le Notre Père est inspiré en grande partie de plusieurs prières juives, en particulier le Kaddish et la Amida, et d'autres textes juifs existant au temps de Jésus de Nazareth. Dans l'Ancien Testament comme dans la tradition orale du judaïsme, Dieu est le « Père » des hommes, notamment dans la Torah («  Vous êtes les fils de l’Éternel votre Dieu », Dt 14:1) et chez les prophètes : «  Dieu te dit : je veux te faire une place parmi mes enfants. Tu m’appelleras : mon Père, et tu ne t’éloigneras plus de moi » (Jr 3:20). Colette Kessler rappelle que ce « Père qui est au ciel » est invoqué dans les bénédictions qui précèdent le Chema Israël : «  Notre Père, notre Roi, enseigne-nous ta doctrine », avec la formule : « Notre Père, Père miséricordieux ».

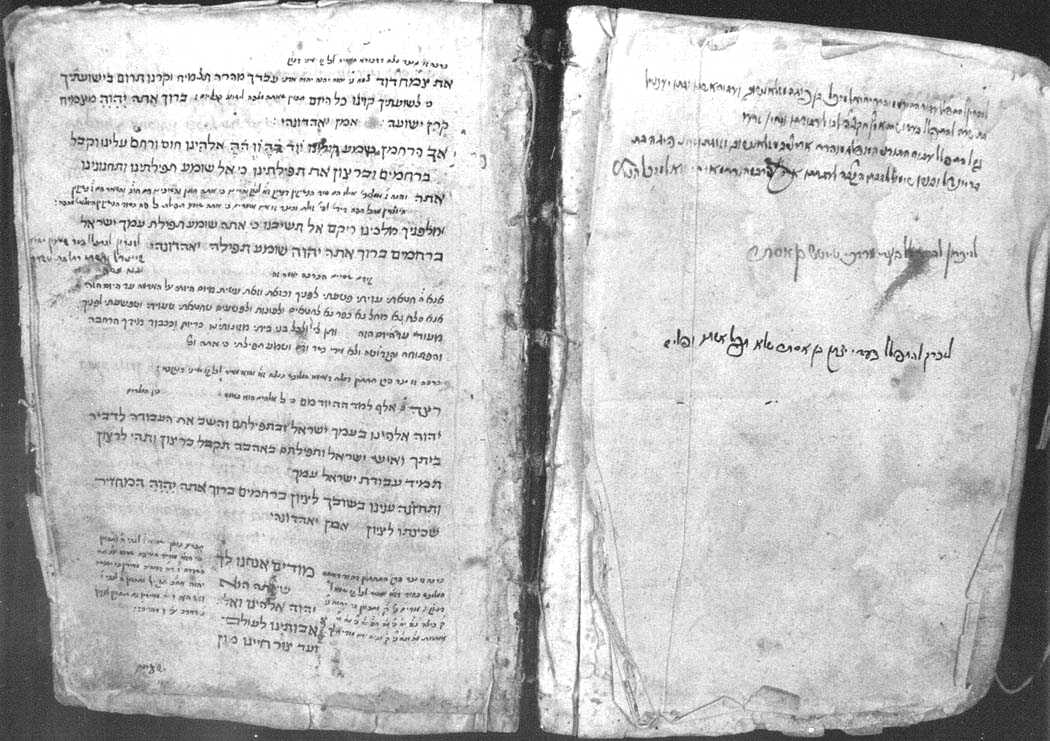
Le Siddour du Baal Shem Tov (1698–1760) ouvert sur la Amida.

Dans la Amida, prière dite trois fois par jour tout au long de l'année, Dieu est appelé « Père » à deux reprises : « Fais-nous revenir, notre Père, vers la Torah », et : « Pardonne-nous, notre Père, car nous avons péché contre toi. »
Le Kaddish, prière de sanctification, unit le « Nom » de Dieu et son « Règne » dans les deux premières demandes. Ces deux demandes, « Que soit magnifié et sanctifié Son grand Nom » et « Qu'il fasse régner Son Règne », correspondent aux deux premières demandes du Notre Père (« Que ton règne vienne » et « Que ton nom soit sanctifié »).
Même si le Kaddish et le Notre Père montrent des similitudes indéniables, leur mise en pratique est différente dans la mesure où le Kaddish ne peut être prononcé qu'en présence d'un minyan, car il est destiné à sanctifier Dieu publiquement, alors que le Notre Père peut être dit en privé, comme le souligne Marc Philonenko. En revanche, la demande du Notre Père concernant le pardon des fautes (ou « dettes », ou « offenses », en fonction des traductions) est proche de la Amida (qui peut être prononcée en privé) : «  Pardonne-nous, notre Père, car nous avons péché ». Dans la tradition juive, celui qui a péché ne peut implorer le pardon de Dieu que s'il a préalablement demandé pardon à son prochain : telle est la condition indispensable pour obtenir le pardon divin.
Quand Jésus parle de Dieu ou s'adresse à lui, il emploie exclusivement le terme araméen Abba (« Père ») et cette expression comme sa glose figurent notamment dans l'Évangile selon Marc (Mc 14,36) ainsi que dans plusieurs épîtres pauliniennes : aux Galates (Ga 4,6) et aux Romains (Rm 8,15). Simon Claude Mimouni rappelle que cet usage correspond au « langage commun de la prière dans le judaïsme contemporain de l'époque de Jésus ». Une théorie veut que ce choix signifie que Jésus est conscient de sa filiation divine, et cette thèse vient conforter l'interprétation chrétienne du Messie Fils de Dieu, mais elle ne tient pas compte de la coutume judéenne attestée à cette époque.

#### Liturgie et traditions dans le judaïsme
La Conférence des évêques de France rappelle l'influence de la liturgie juive sur le Notre Père.
| Traduction littérale du grec                                                                       | Tradition juive | Sources dans la tradition juive                                                             |
| -------------------------------------------------------------------------------------------------- | --- | ------------------------------------------------------------------------------------------- |
| Notre Père qui es dans les cieux                                                                   | Notre Père qui es dans les cieux. | Mishnah Yoma. 5e et 6e bénédictions, 2e prière avant le Shema : Ahava rabbah (en), Kaddish. |
| Sanctifié soit ton Nom                                                                             | Que soit sanctifié ton Nom très haut dans le monde que tu as créé selon ta volonté. | Kaddish, Kedushah et Shemoné Esré de la prière quotidienne ; cf. aussi Ez 38,23.            |
| Vienne ton Règne                                                                                   | Que vienne bientôt et que soit reconnu du monde entier ton Règne et ta Seigneurie afin que soit loué ton Nom pour l’éternité.                                                                           | Kaddish.                                                                                    |
| Que soit faite ta volonté sur terre comme au ciel                                                  | Que soit faite ta volonté dans le ciel et sur la terre, donne la tranquillité de l’esprit à ceux qui te craignent, et, pour le reste, agis selon ton bon plaisir.                                       | Tosephta Berakhoth 3,7. Talmud Berakhoth 29b.                                               |
| Notre pain quotidien, donne-le-nous aujourd’hui                                                    | Fais-nous jouir du pain que tu nous accordes chaque jour. | Mekhilta sur Ex 16,4 ; Beza 16a.                                                            |
| Et remets-nous nos dettes, Comme nous avons remis à nos débiteurs                                  | Remets-nous, notre Père, nos péchés comme nous les remettons à tous ceux qui nous ont fait souffrir. | Shemoné Esré ; Mishnah Yoma à la fin ; Tosephta Taanit 1,8 ; Talmud Taanit 16a.             |
| Et ne nous laisse pas entrer en tentation                                                          | Ne nous livre pas au pouvoir du péché, de la transgression, de la faute, de la tentation ni de la honte. Ne laisse pas dominer en nous le penchant du mal.                                              | Prière du matin ; Berakhoth 16b, 17a, 60b ; Sanhédrin 107a.                                 |
| Mais délivre-nous du Mauvais.                                                                      | Vois notre misère et mène notre combat. Délivre-nous sans tarder à cause de ton Nom, car tu es le Libérateur puissant. Béni es-tu, Seigneur, Libérateur d’Israël.                                       | 7e bénédiction.                                                                             |
| Car c’est à toi qu’appartiennent le règne, la puissance et la gloire pour les siècles des siècles. | Car la grandeur et la gloire, la victoire et la majesté sont tiennes ainsi que toutes les choses au ciel et sur la terre. À Toi est le règne et Tu es le Seigneur de tout être vivant dans les siècles. | I Chroniques 29:10-13 (Divrei hayamim, cantique de David)                                   |

### Le Nouveau Testament

#### Lieu et datation

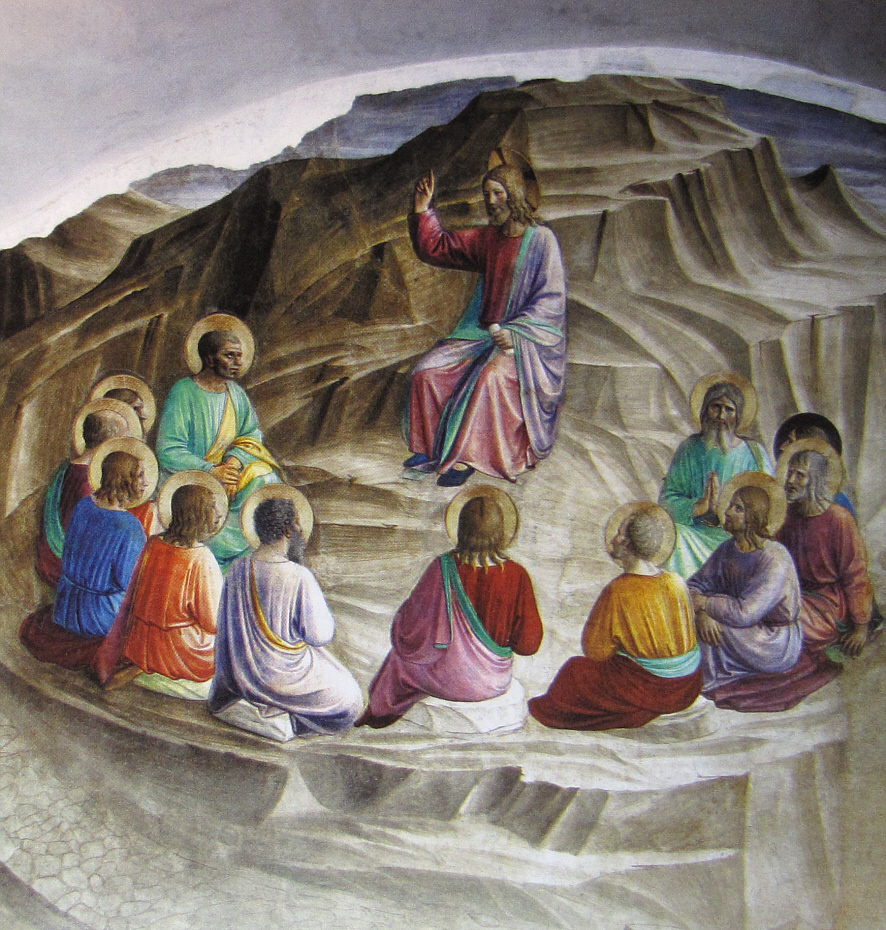
Le Sermon sur la montagne, par Fra Angelico.

Le Notre Père est originellement rédigé en grec dans le Nouveau Testament et s'intitule Κυριακή προσευχή / Kuriakḗ proseukhḗ. Traduit ensuite en latin, il a pour titre son incipit, Pater Noster, qui a donné le substantif français « patenôtre ». La tradition chrétienne associe cette prière au mont de l'Ascension, à Jérusalem, où Jésus l'aurait enseignée à ses disciples.
Les deux versions initiales du Notre Père se trouvent dans les évangiles selon Matthieu (Mt 6,9-13) et selon Luc (Lc 11,1-4). Ces deux textes ont été rédigés par deux auteurs différents mais vers la même époque, c'est-à-dire entre l'année 70 et l'année 85.
Aucun texte équivalent n'existe dans l'Évangile selon Marc, qui est le plus ancien des quatre évangiles canoniques et dont le contenu a été repris par Matthieu et par Luc, ce qui amène l'exégèse historico-critique à supposer que le Notre Père fait partie de la Source Q, un recueil de paroles de Jésus. Celle-ci a été fixée par écrit, en grec, entre les années 40 et l'an 70, et est donc antérieure à l'Évangile selon Marc, ou encore quasiment contemporaine si on retient la datation basse (« peu avant 70 »).

#### Les deux versions
Le texte de Matthieu 6:9-13, qui se situe à la fin du Sermon sur la montagne, est le suivant : 

« Voici donc comment vous devez prier : Notre Père qui es aux cieux ! Que ton nom soit sanctifié ;
que ton règne vienne ; que ta volonté soit faite sur la terre comme au ciel.
Donne-nous aujourd’hui notre pain quotidien ;
pardonne-nous nos offenses, comme nous aussi nous pardonnons à ceux qui nous ont offensés ;
ne nous induis pas en tentation, mais délivre-nous du mal ! »

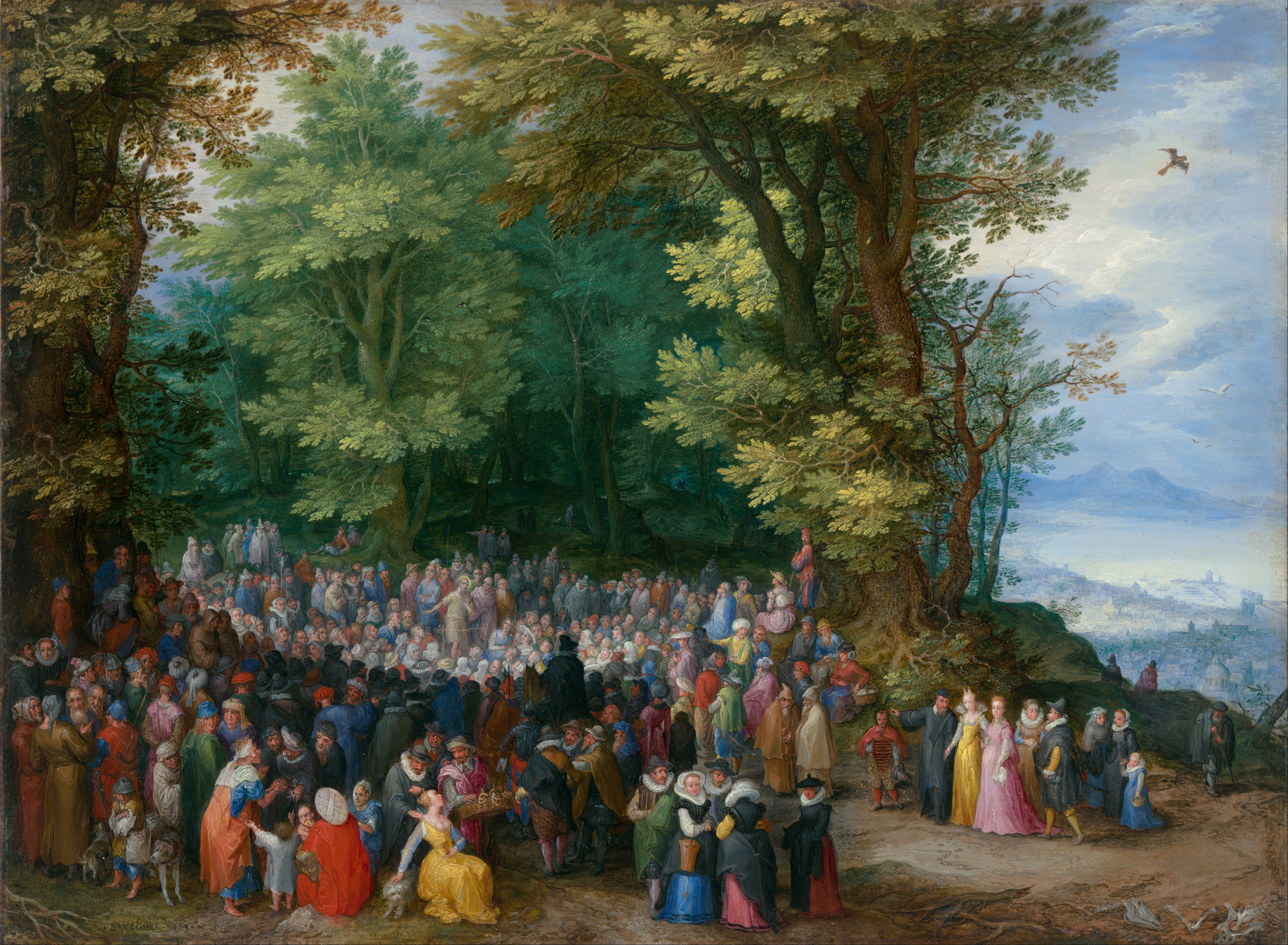
Le Sermon sur la montagne, par Jan Brueghel l'Ancien. Jésus enseigne le Notre-Père

Le texte de Luc 11:1-4 est le suivant :

« Jésus priait un jour en un certain lieu. Lorsqu’il eut achevé, un de ses disciples lui dit : Seigneur, enseigne-nous à prier, comme Jean l’a enseigné à ses disciples.
Il leur dit : Quand vous priez, dites : Père ! Que ton nom soit sanctifié ; que ton règne vienne.
Donne-nous chaque jour notre pain quotidien ;
pardonne-nous nos péchés, car nous aussi nous pardonnons à quiconque nous offense ; et ne nous induis pas en tentation. »

La question de savoir laquelle de ces deux versions est la plus proche des paroles prononcées par Jésus se pose en termes de critique textuelle, discipline exégétique et philologique qui repose sur plusieurs principes. L'une de ses règles de base, la lectio brevior, consiste à donner la préférence à la version courte d'un manuscrit plutôt qu'à sa version longue parce que les copistes ont plutôt tendance à ajouter qu'à supprimer. Pour Hans Conzelmann et Andreas Lindemann, la version la plus brève, celle de Luc, semble la plus probable, quitte à ce qu'elle ait « été complétée par la suite dans plusieurs manuscrits pour la faire correspondre à celle de Matthieu ». La doxologie finale (« Car c'est à toi qu'appartiennent le règne, la puissance et la gloire, pour les siècles des siècles ») suit la même logique : elle n'aurait pas été coupée si elle avait été présente depuis le début, et son ajout dans le texte semble dû à un usage liturgique plus tardif.

## Les thèmes

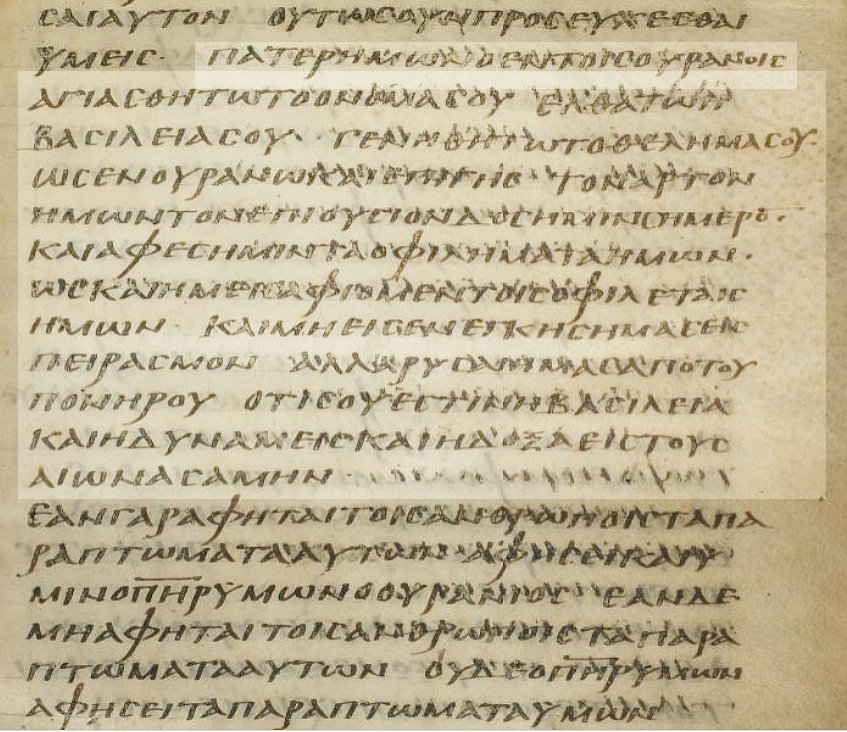
Le Notre Père dans le Codex Washingtonianus, V.

### Les sept demandes
Le Notre Père se déploie en deux temps. Les trois premières demandes s'adressent au Père qui se révèle aux hommes. L'orant ne cherche pas à participer à la gloire ou à la volonté de Dieu : il ne demande rien pour lui-même et, en implorant Dieu d'établir son Royaume, s'écarte de ses propres préoccupations.
Les demandes suivantes concernent le croyant qui fait preuve d'une confiance absolue envers Dieu en lui demandant son pain quotidien et, par le pardon qu'il s'engage à accorder, brise la logique de la faute et de la réparation. Pour Élian Cuvillier, le pardon offert et le pardon reçu représentent « une seule et même réalité, celle de la surabondance du don qui fait apparaître le Père céleste comme un Dieu de grâce ». Ce Père céleste peut protéger de la tentation (Jc 2,3-14), il peut s'interposer entre le fidèle et ce qui l'incite à y succomber, pourvu que ce celui-ci en appelle à lui.

### La demande centrale
L'étude des sept demandes du Notre Père selon les règles de l'analyse rhétorique permet d'y relever plusieurs singularités. Il est d'usage de distinguer les trois premières demandes, rédigées à la deuxième personne du singulier, des quatre dernières, qui utilisent le pronom personnel « nous ». Les trois premières sont exprimées sur un mode positif (la sanctification du nom de Dieu, la venue de son règne et l'accomplissement de sa volonté) tandis que les trois dernières concernent des choses négatives (les offenses, la tentation et le mal).
Il n'en va pas de même pour la quatrième demande, celle qui porte sur le pain. Elle est positive mais utilise le « nous ». Roland Meynet remarque : « On voit bien que, du point de vue morphologique, la quatrième demande se rattache aux trois dernières (en "nous"), mais que du point de vue sémantique, elle se rattache aux trois premières (les bonnes choses). »  D'autre part, la troisième et la cinquième demandes s'ouvrent sur un développement qui commence en grec par le même « comme » : « comme au ciel ainsi sur la terre » et « comme nous remettons à ceux qui nous ont offensés ». Autrement dit, elles encadrent d'une manière symétrique « la quatrième demande, c’est-à-dire la demande numériquement centrale ». Cette place centrale, en termes d'analyse rhétorique, lui donne un poids particulier.

### Le pain et la Parole

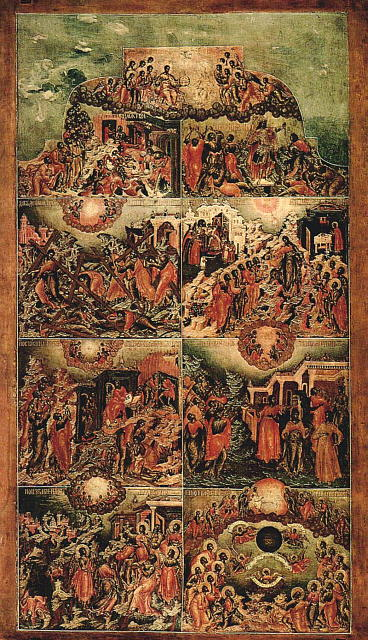
Icône du Notre Père, Russie, XVIIe siècle.

Tout en rappelant que le pain et la Parole de Dieu sont intimement liés dans l'Ancien et le Nouveau Testament (entre autres dans les épîtres 1Co 3,2, 1Co 11,29, He 5,12-14 et 1P 22),, Michel Remaud met en regard le « pain quotidien » du Notre Père  et l'épisode de la manne promise à Moïse dans le Livre de l'Exode (Ex 16,4). La manne n'est donnée par Dieu qu'au jour le jour afin que le peuple apprenne à « s'en remettre à lui pour le lendemain » mais aussi à se consacrer à l'écoute et à l'étude de sa Parole sans se laisser détourner par la nécessité d'assurer sa propre subsistance. De même, le message du Christ dans l'Évangile selon Matthieu (Mt 6,25-34), quelques versets après le Notre Père, invite à ne pas se soucier du lendemain : seuls les païens éprouvent ce genre d'inquiétude, car ils ignorent que Dieu pourvoit aux besoins de l'homme. Il faut « chercher premièrement le Royaume », sans que les incertitudes du lendemain viennent faire obstacle à cette recherche. C'est cela qu'enseigne la phrase « Donne-nous aujourd'hui notre pain de ce jour. »

### La dette et le pardon
Au sujet du pardon, le Notre Père emploie en partie le vocabulaire de la Bible hébraïque. L'Ancien Testament marque une différence entre le pardon qui vient de Dieu (le verbe hébreu S-L-H, ainsi que l'adjectif et le substantif issus de la même racine sémitique), et celui que s'échangent les hommes, qui est alors une « dette » matérielle que l'on remet,. Or, d'une façon générale, le Nouveau Testament, en grec comme dans sa traduction latine, ne fait pas cette distinction : il utilise un seul et même vocabulaire, celui de la remise de la dette, pour désigner le pardon de Dieu et celui des hommes, par exemple en Col 3,12 : « Tout comme le Seigneur vous a pardonné, vous aussi, faites de même ».
Le texte grec du Notre Père, en Mt 6,12, parle donc de « dette » dans les deux cas : « Remets-nous nos dettes comme nous remettons à nos débiteurs. » Cette notion de dette a été conservée dans la traduction latine : « Dimitte nobis debita nostra sicut et nos dimittimus debitoribus nostris ». Mais elle n'apparaît plus dans la version française où il est question d'« offense ».

## Analyse détaillée

### Première partie
La première partie, qui commence par l'invocation à Dieu le Père, se poursuit par trois demandes émises à la deuxième personne du singulier en grec. Elles se succèdent sans liaison.
Leur caractère eschatologique est généralement admis.
| Original grec                 | Translittération                | Prononciation liturgique     | Traduction latine            | Traduction œcuménique         |
| ----------------------------- | ------------------------------- | ---------------------------- | ---------------------------- | ----------------------------- |
| Πάτερ ἡμῶν ὁ ἐν τοῖς οὐρανοῖς | Páter hêmỗn ho en toîs ouranoîs | Pater imone o en tis ouranis | Pater noster qui es in cælis | Notre Père, qui es aux Cieux, |

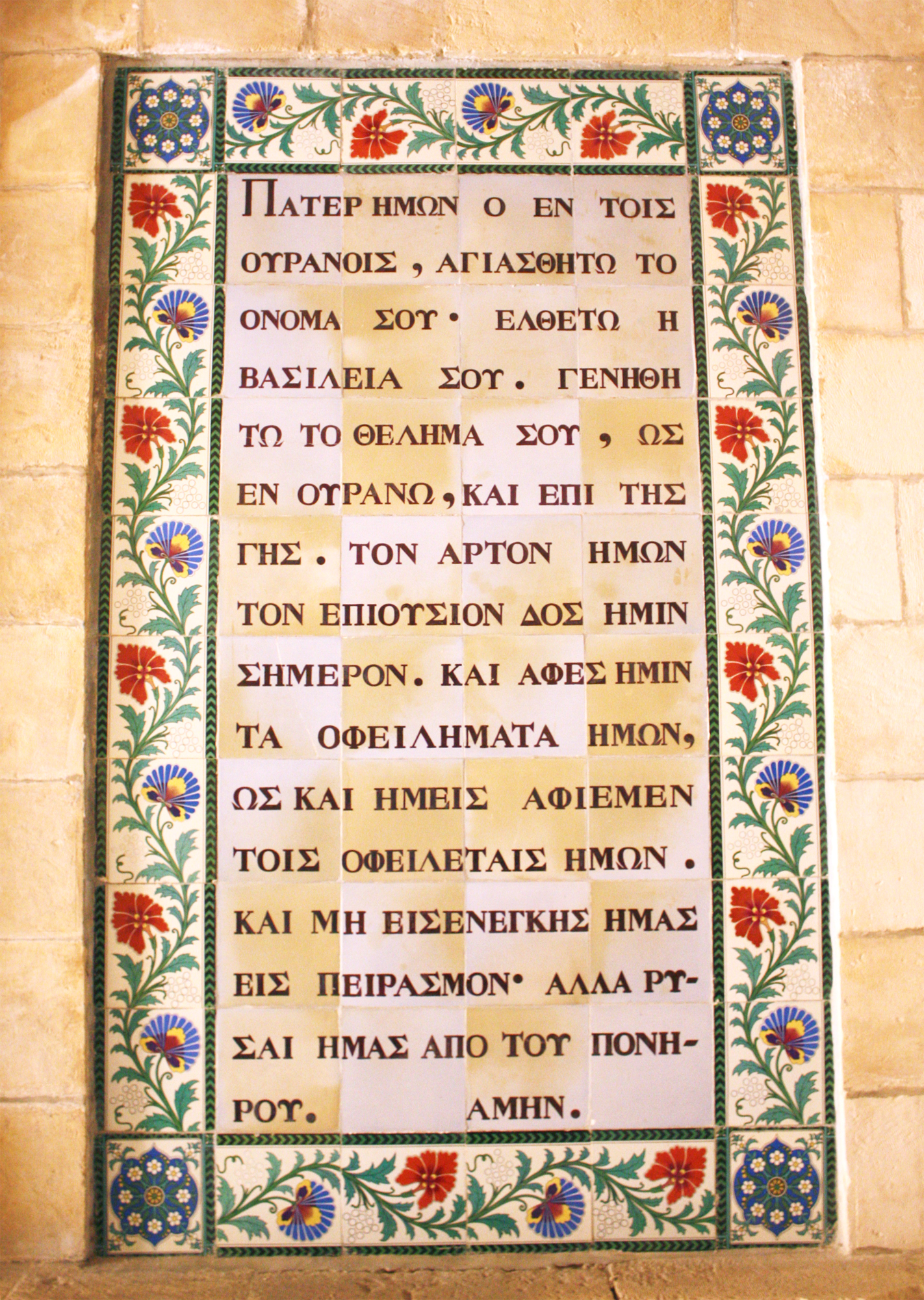
La prière en grec, carmel du Pater Noster, à Jérusalem.

La prière commence par l'invocation de Dieu : « Notre Père, qui es aux cieux ».
| Original grec           | Translittération          | Prononciation liturgique  | Traduction latine          | Traduction œcuménique       |
| ----------------------- | ------------------------- | ------------------------- | -------------------------- | --------------------------- |
| ἁγιασθήτω τὸ ὄνομά σου· | hagiasthếtô tò ónoma sou· | hayiasthito to onoma sou, | Sanctificetur nomen tuum ; | Que ton nom soit sanctifié, |

La demande « Que ton Nom soit sanctifié » est une demande faite à l'impératif aoriste passif, appelé aussi passif divin ou passif royal : il permet d'éviter de parler de Dieu de façon directe.
Le fait de parler du « nom » de Dieu est une formule déjà utilisée dans l'Ancien Testament afin de parler de Dieu dans le Livre des Nombres (chapitre 20, verset 12), dans le Lévitique (22, 32) et dans le Livre d'Ézéchiel (38, 25). Elle met en relief l'interdiction de prononcer le nom de Dieu « YHWH » observée par les Juifs.
La demande de sanctification a pour objectif de reconnaître et annoncer la sainteté de Dieu. Cette sanctification du nom de Dieu est déjà présente dans l'Ancien Testament à travers le trisagion du Livre d'Isaïe (Chapitre 6, 3) : « (Les séraphins) se criaient l'un à l'autre ces paroles : “Saint, saint, saint est YHWH Sabaot, sa gloire emplit toute la terre.” »,.
| Original grec          | Translittération         | Prononciation liturgique | Traduction latine      | Traduction « œcuménique » |
| ---------------------- | ------------------------ | ------------------------ | ---------------------- | ------------------------- |
| ἐλθέτω ἡ βασιλεία σου· | elthétô hê basileía sou· | eltheto i vassilia sou,  | Adveniat regnum tuum ; | Que ton règne vienne,     |

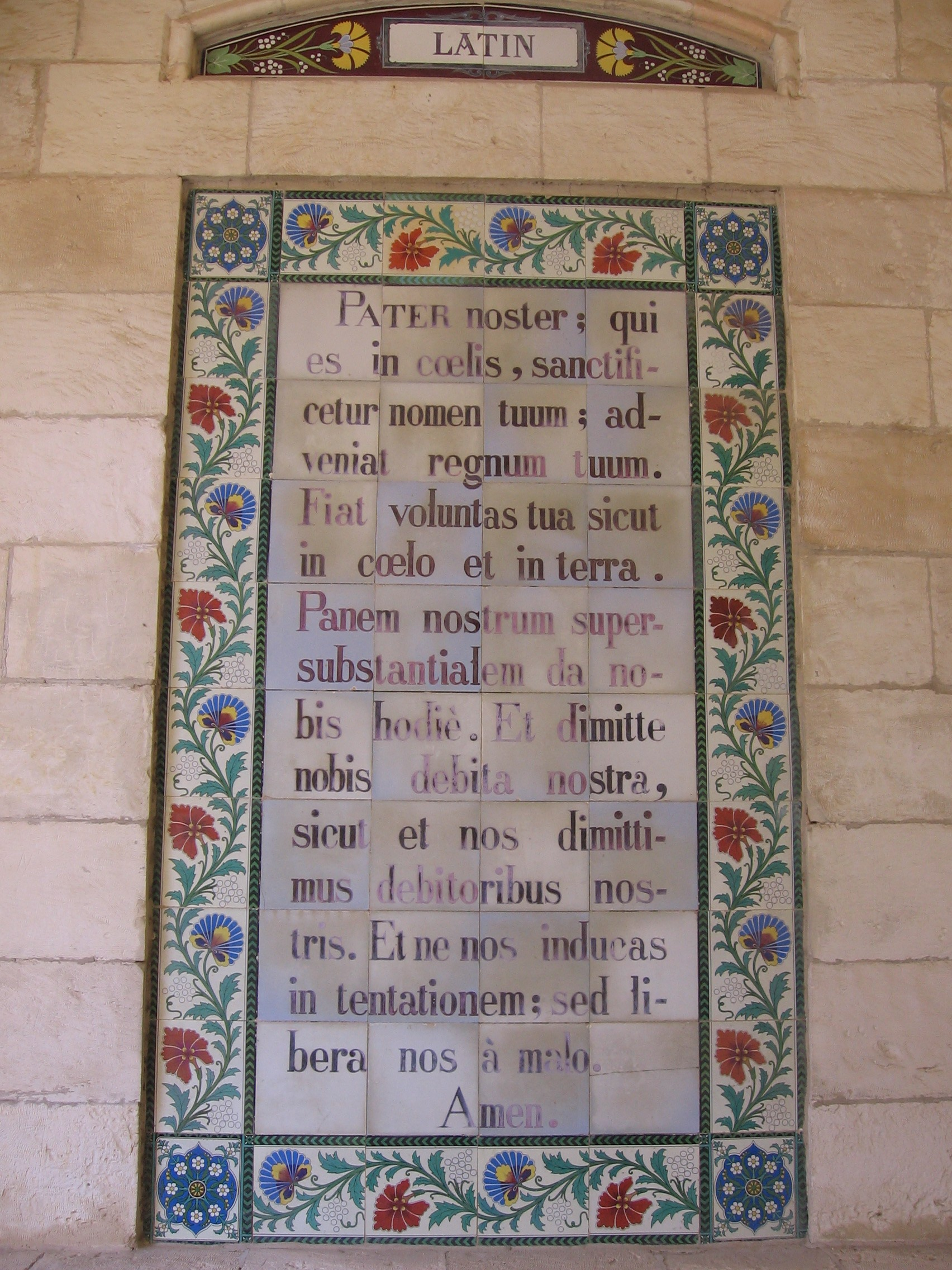
La prière en latin, carmel du Pater Noster, à Jérusalem.

Ici, Jésus montre que ses disciples doivent prier pour la venue du royaume des cieux, le thème central de sa prédication (« Il faut aussi que j'annonce aux autres villes la bonne nouvelle du Royaume de Dieu ; car c'est pour cela que j'ai été envoyé » - Luc 4:43)
| Original grec           | Translittération           | Prononciation liturgique  | Traduction latine | Traduction « œcuménique » |
| ----------------------- | -------------------------- | ------------------------- | ----------------- | ------------------------- |
| γενηθήτω τὸ θέλημά σου, | genêthếthô tò thélêma sou, | yenithito to thélima sou, | Fiat voluntas tua | Que ta volonté soit faite |

La demande « Que ta volonté soit faite » provient de l'Évangile selon Matthieu seulement.
| Original grec                 | Translittération                | Prononciation liturgique      | Traduction latine          | Traduction « œcuménique »   |
| ----------------------------- | ------------------------------- | ----------------------------- | -------------------------- | --------------------------- |
| ὡς ἐν οὐρανῷ καὶ ἐπὶ τῆς γῆς· | hôs en ouranỗi kaì epì tễs gễs· | os èn ourano kai epi tis yis. | sicut in cælo et in terra. | Sur la terre comme au ciel. |

Les trois propositions précédentes présentent en grec à la fois une rime interne to, et une rime finale sou, ce qui souligne leur parallélisme. De ce fait, « au ciel comme sur la terre » s’applique aux trois propositions précédentes : la sanctification du Nom de Dieu, la venue du Royaume et la volonté de Dieu.
Le texte grec ἐπὶ τῆς γῆς / epì tễs gễs est celui utilisé par la liturgie grecque orthodoxe. Le texte du Nouveau Testament dans ses éditions usuelles est ἐπὶ γῆς / epì gễs.

### Deuxième partie
La deuxième partie du Notre Père est constituée de demandes énoncées à la première personne du pluriel ; chacune d'elles est composée de deux éléments. Elles sont liées par une conjonction de coordination. Les demandes en « nous » répondent à la requête des disciples dans le récit évangélique précédant le Notre Père : « Seigneur, apprends-nous à prier » (Évangile selon Luc, 11,1). Ces trois dernières demandes relèvent d'un enseignement à un petit groupe, celui des disciples, et appellent à un déchiffrement. Leur interprétation et leur traduction seront plus discutées que pour les trois premières demandes. Leur nature semble se rapporter plus, selon certains exégètes, à la vie quotidienne qu'à une portée eschatologique.

#### Le pain quotidien
| Original grec                                  | Translittération                                 | Prononciation liturgique                                | Traduction latine                         | Traduction « œcuménique »                     |
| ---------------------------------------------- | ------------------------------------------------ | ------------------------------------------------------- | ----------------------------------------- | --------------------------------------------- |
| τὸν ἄρτον ἡμῶν τὸν ἐπιούσιον δὸς ἡμῖν σήμερον· | tòn árton hêmỗn tòn epioúsion dòs hêmîn sếmeron· | Tone artone imone tone epioussione dhos imine simérone. | Panem nostrum quotidianum da nobis hodie, | Donne-nous aujourd’hui notre pain de ce jour, |

La traduction de ἐπιούσιον / epioúsion est variable en français. La traduction œcuménique et liturgique rend cet adjectif par « de ce jour » ; la traduction catholique traditionnelle était « quotidien » ou « de chaque jour ».
Dans la version de l'Évangile selon Matthieu de la Vulgate, on lit « panem nostrum supersubstantialem da nobis hodie » (Mt 6,11), tandis que, dans la version de l'Évangile selon Luc, on trouve « panem nostrum cotidianum da nobis hodie ». Or les adjectifs supersubstantialis et cotidianus traduisent tous deux le grec ἐπιούσιον / epioúsion, terme pour lequel supersubstantiel est plus exact.
Le terme ἐπιούσιος / epioúsios est un néologisme qui ne se trouve que dans le Pater et dont la signification n'est pas assurée. Étymologiquement, il correspond au français « sur-substantiel, super-substantiel ». Le second élément de ce composé (-ousion) est celui qui figure dans homo-ousia, mot employé par le concile de Nicée pour expliquer que le Fils est « consubstantiel » au Père.
Certaines bibles publiées dans la mouvance de l'humanisme chrétien ou du protestantisme traduisent par « supersubstantiel » (par ex. Lyon, Nicolas Petit, 1549).

#### Le pardon des offenses
| Original grec                              | Translittération                                | Prononciation liturgique                    | Traduction latine                           | Traduction « œcuménique »                                 |
| ------------------------------------------ | ----------------------------------------------- | ------------------------------------------- | ------------------------------------------- | --------------------------------------------------------- |
| καὶ ἄφες ἡμῖν τὰ ὀφειλήματα ἡμῶν,          | kaì áphes hêmîn tà opheilếmata hêmỗn,           | kai aphès imine ta ophilimata imone,        | et dimitte nobis debita nostra              | Pardonne-nous nos offenses                                |
| ὡς καὶ ἡμεῖς ἀφίεμεν τοῖς ὀφειλέταις ἡμῶν· | hôs kaì hêmeîs aphíemen toîs opheilétais hêmỗn· | os kai imis aphiémène tis ophilétais imone. | sicut et nos dimittimus debitoribus nostris | Comme nous pardonnons aussi à ceux qui nous ont offensés, |

Le texte latin, correspondant à la majorité des manuscrits grecs, dit littéralement « Remets-nous nos dettes, comme nous les remettons aussi à nos débiteurs ». Le texte œcuménique, inspiré d'autres manuscrits grecs, dit « Pardonne-nous nos offenses, comme nous pardonnons aussi à ceux qui nous ont offensés ». D'autres langues ont aussi choisi de s'écarter du texte latin. La traduction orthodoxe est plus fidèle au texte grec, « Et remets-nous nos dettes comme nous remettons à nos débiteurs. »
La traduction officielle catholique publiée par l'Association épiscopale liturgique pour les pays francophones en 2013 est « Remets-nous de nos dettes, comme nous-mêmes nous remettons leurs dettes à nos débiteurs. »
Le texte grec ἀφίεμεν / aphíemen (au présent) est ici celui de la liturgie ; le texte rapporté par l'évangile est ἀφήκαμεν / aphḗkamen (au parfait, « nous avons pardonné »).

#### La tentation
| Original grec                         | Translittération                        | Prononciation liturgique              | Traduction latine                | Traduction « œcuménique »                                                                                     |
| ------------------------------------- | --------------------------------------- | ------------------------------------- | -------------------------------- | --- |
| καὶ μὴ εἰσενέγκῃς ἡμᾶς εἰς πειρασμόν, | kaì mề eisenégkêis hêmâs eis peirasmón, | kai mi issénènguis imas is pirasmone, | et ne nos inducas in tentationem | Et ne nous soumets pas à la tentation à partir de 3 décembre 2017 : Et ne nous laisse pas entrer en tentation |

En latin, la formule « Et ne nos inducas in tentationem » signifie littéralement : « Et ne nous induis pas en tentation. » La phrase était traduite de manière variée : « ne nous soumets pas à l’épreuve » pour les orthodoxes, « ne nous laissez pas succomber à la tentation » dans la traduction traditionnelle.
La traduction de cette formule dans la liturgie par « ne nous soumets pas à la tentation » est un sujet de débat chez certains catholiques depuis le IIe concile œcuménique du Vatican et la traduction liturgique officielle à laquelle il a conduit. La traduction latine est une traduction littérale du grec : inducas, comme εἰσενέγκῃς / eisenégkēis, veut dire « conduire dans, faire entrer », donc littéralement « Ne nous fais pas entrer dans la tentation ». De ce point de vue, la formule œcuménique est donc une traduction correcte. Cependant, Dieu n’est pas tentateur, c'est le démon qui veut et peut faire « entrer dans la tentation ». « Que personne ne dise, lorsqu'il est tenté : C'est Dieu qui me tente ; car Dieu ne peut être tenté par le mal, et lui-même ne tente personne » (Jacques 1:13).

#### La délivrance
| Original grec                    | Translittération                   | Prononciation liturgique           | Traduction latine      | Traduction « œcuménique » |
| -------------------------------- | ---------------------------------- | ---------------------------------- | ---------------------- | ------------------------- |
| ἀλλὰ ῥῦσαι ἡμᾶς ἀπὸ τοῦ πονηροῦ· | allà rhûsai hêmâs apò toû ponêroû· | alla rhissai imas apo tou ponirou. | sed libera nos a malo. | Mais délivre-nous du Mal. |

Cette demande provient de l'Évangile selon Matthieu seulement.
Même lorsqu'ils utilisent la version dite « œcuménique », de nombreux orthodoxes disent : « Mais délivre-nous du Malin » plutôt que « Mais délivre-nous du Mal ». En ce cas, πονηροῦ / ponēroũ n'est pas pris dans son acception d'idée abstraite (le mal) mais en tant qu'adjectif substantivé : libère-nous du méchant, du mauvais, c’est-à-dire du Malin, de Satan.

### La doxologie finale
La doxologie finale « Car c'est à Toi qu'appartiennent le règne, la puissance et la gloire, pour les siècles des siècles », absente des manuscrits du Nouveau Testament et ne figurant qu'en note dans la version standard révisée, fut ajoutée à la prière dès les premiers temps du christianisme. Son emploi est attesté par la version de la prière figurant dans la Didachè, qu'on date en général de la fin du Ier ou du début du IIe siècle.
Elle n'apparaît que dans quatre des manuscrits connus de la Vetus Latina, et seulement deux fois de manière complète. La Vulgate ne la mentionne pas, ce qui est conforme aux éditions critiques du grec.
Cette formule n'a jamais été rattachée au Pater dans la liturgie romaine. Elle a bien été introduite, après 1969, dans la messe de rite romain, mais reste séparée du Pater par l'embolisme « Libera nos, quaesumus… » (« Délivre-nous de tout mal Seigneur, et donne la paix à notre temps… »), récité par le prêtre seul, qui prolonge la dernière demande (« délivre-nous du mal »). L'ensemble se conclut par la doxologie, récitée par l'assemblée tout entière.
Les protestants considèrent généralement que la doxologie est partie intégrante du Notre Père.

## Postérité

### Linguistique comparée

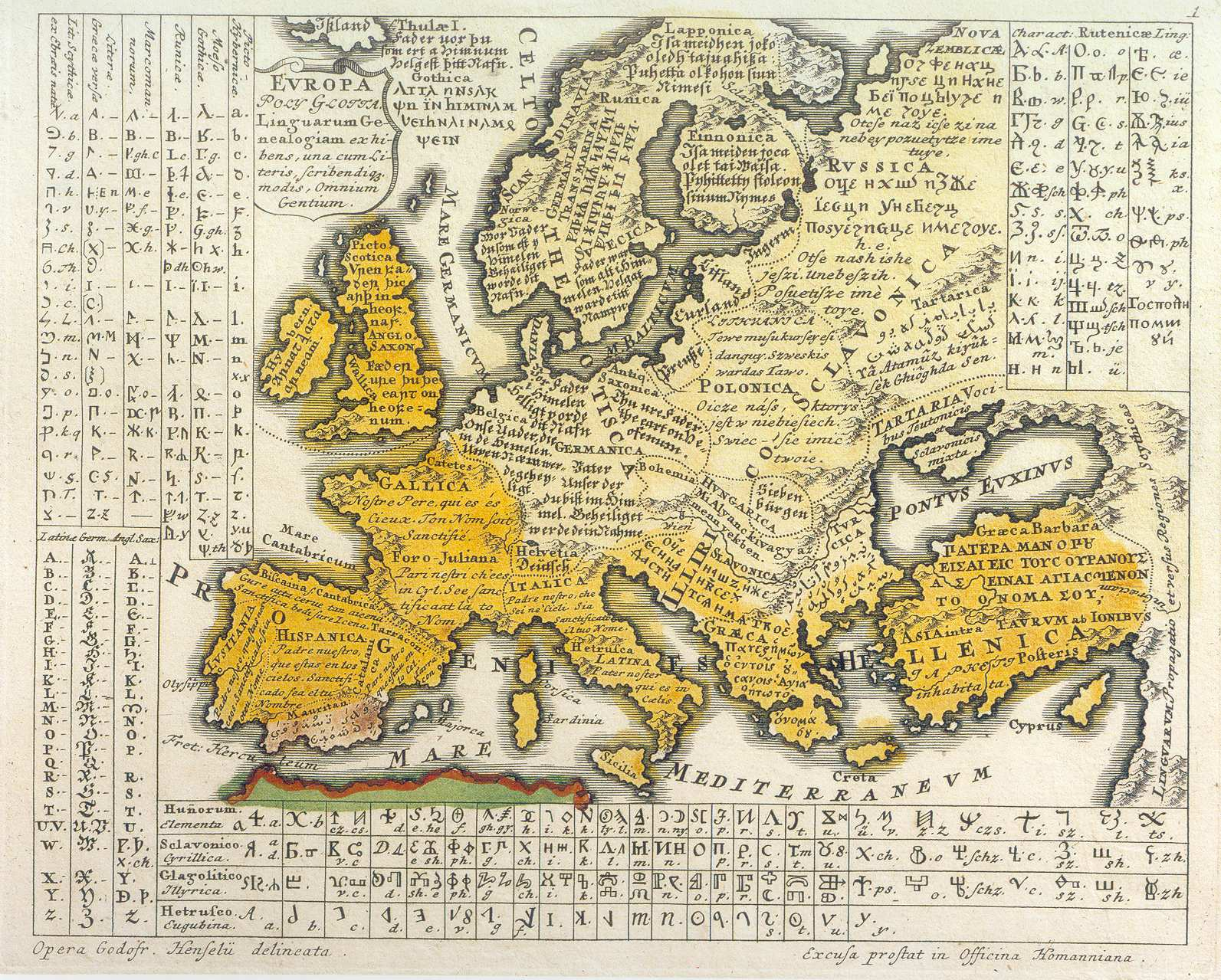
Europa Polyglotta, in Synopsis Universae Philologiae (1741). La carte reproduit le premier verset du Notre Père dans 33 différentes langues d'Europe.

Le Notre Père a été l'un des premiers textes traduits en de nombreuses langues, bien avant la Bible complète. Depuis le XVIe siècle, des recueils de traductions de la prière ont souvent été utilisés à des fins de linguistique comparée en tant que témoignage historique et géographique de langues parfois disparues : d'une part, sa forme originelle, en grec du Ier siècle, constitue un document de l'époque des Évangiles selon Matthieu et Luc, et d'autre part, il a très tôt été traduit dans les régions du monde où s'est développée la christianisation. En outre, il contient une diversité de constructions grammaticales qui permet de discerner des parallèles et des variantes entre les langues concernées.
Le premier de ces recueils comparatifs, avec 22 langues, fut Mithridates de differentis linguis de Conrad Gessner (1555). L'idée de Gessner (recueillir des traductions de la prière) fut reprise par des auteurs du XVIIe siècle, dont Hieronymus Megiser (en) (1603) et Georg Pistorius (1621). Thomas Lüdeken publia en 1680 un recueil de 83 versions, dont trois en langues philosophiques fictives. En 1703, George Psalmanazar, le prétendu « Formosan » qui fit fortune à Londres, publia sa version personnelle du Notre Père dans la langue « formosane » dont il était l'unique locuteur - et l'inventeur.

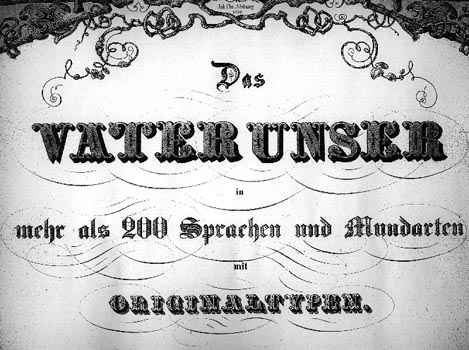
Alois Auer Das Vater-Unser in mehr 200 Sprachen und Mundarten, 1850.

En 1700, le recueil de Lüdeken fut réédité par B. Mottus sous le titre Oratio dominica plus centum linguis versionibus aut characteribus reddita et expressa, puis une deuxième édition révisée fut publiée en 1715 par John Chamberlain. Cette édition de 1715 fut utilisée par Gottfried Hensel (en) dans son Synopsis Universae Philologiae (1741) pour compiler des « cartes géographiques et polyglottes » où le début de la prière était représenté dans la zone du pays correspondant à la langue. Johann Ulrich Kraus a également publié une collection de plus de 100 versions.
Le XIXe siècle a vu se multiplier la comparaison des langues à partir du Notre Père. Des spécialistes ont fait le tour du monde et publié le résultat de leurs observations, notamment Johann Christoph Adelung avec son Mithridates oder allgemeine Sprachenkunde, Berlin, 1806 (« Mithridate, ou Tableau universel des langues »), Johann Severin Vater et Wilhelm von Humboldt en complétant le Mithridates d'Adelung et en écrivant ses derniers volumes, Berlin, 1806-1817, Alois Auer avec Das Vater-Unser in mehr 200 Sprachen und Mundarten (« Le Notre Père dans plus de 200 langues et dialectes ») ouvrage publié à Vienne en 1850 puis complété et réédité sous le titre de Sprachenhalle, et Carl Faulmann avec Illustrirte Geschichte der Schrift (Vienne, 1880).

### Musique
La première mise en musique dont on ait conservé la trace appartient au chant grégorien. Parmi les adaptations les plus connues en français, on trouve deux transcriptions — depuis des versions originales en slavon — de Nikolaï Rimski-Korsakov et de Nicolas Kedroff (1871-1940), les versions de Xavier Darasse, de Maurice Duruflé, d'André Caplet, les prières pour chant, harpe et quatuor à cordes. Le choral pour orgue Vater unser im Himmelreich de Georg Böhm au tout début du XVIIIe siècle a été repris ensuite par Jean-Sébastien Bach, dont Böhm fut un des précurseurs nord-allemands.
Au XXe siècle, plusieurs compositeurs ont écrit la musique du Notre Père pour les services liturgiques interconfessionnels du dialogue interreligieux, dont John Serry Sr (1915-2003) ou Maxime Kovalevsky (1903-1988) pour la liturgie orthodoxe.

### Culture
Le Notre Père apparaît durant des dialogues et en tant que fond sonore dans une missions du jeu Cyberpunk 2077.